# La prova generale
La prova generale è un film del 1968 scritto e diretto da Romano Scavolini.

## Trama
Il film non ha una trama lineare. Delle scene, per lo più frammentarie e non necessariamente in ordine cronologico, coinvolgenti un gruppo di giovani amici vengono accostate tra di loro.  Costoro «provano la loro vita e vivono la loro recita, senza poter mai debuttare veramente».
Tra le scene più lunghe vi sono quelle in cui un ragazzo chiede alla sua fidanzata se è felice e, dato che questa dice di non saperlo, le snocciola dei dati sullo sfruttamento dei paesi occidentali nei confronti del Terzo Mondo; un giovanotto di colore è mostrato di fronte ad una parete bianca, mentre una voce fuori campo parla della condizione disagiata riservata alla sua razza; un giovane si procura una pistola da un armaiolo e prova un fucile al tirassegno; una coppia ha un'accesa discussione, in un cimitero d'automobili, sull'interruzione della gravidanza della donna; un'altra coppia parla di un incidente stradale che ha provocato; un finto cieco con un accento straniero, venditore di schedine, intrattiene i giovani seduti al tavolino di un bar con gesti e racconti molto enfatici; un'altra coppia ha un discorso sulla maternità e sulla responsabilità che comporta in una villaggio western abbandonato; un figlio va a trovare la madre in manicomio, che non lo riconosce; una donna legge un monologo che contiene una dichiarazione d'amore alle spalle di uno schermo sul quale scorrono le immagini del film A mosca cieca dello stesso Scavolini; il gruppo si ritrova al cimitero dove cade a terra al rumore di spari. Riunendo le confessioni di alcuni dei giovani già visti si comprende che uno di loro si è suicidato nel bagno di casa, che uno si è dato alla latitanza e un altro di loro, interrogato dalle forze dell'ordine, l'ha involontariamente fatto trovare.

## Riprese
Il film è stato girato a Roma. Tra i vari luoghi, si riconoscono la sede del Ministero degli Esteri, la Tomba del Milite Ignoto, la spiaggia di Ostia.

## Controversie
Il film fu bocciato dalla commissione censoria che vi ravvisò cinque ipotesi di reato: istigazione alla violenza, oltraggio alla patria, oltraggio al Milite Ignoto, oltraggio alla religione e blasfemia. Con visto censura n.57361 del 12 dicembre 1970 fu vietato ai minori di 18 anni.

## Riconoscimenti
Al film fu riconosciuto nel 1973 il Premio di Qualità del Ministero del turismo e dello spettacolo come migliore film dell'anno a pari merito con Il fascino discreto della borghesia di Luis Buñuel.

## Distribuzione
A causa dei giudizi censori sul film, inizialmente poté essere proiettato solo a non più di quindici spettatori maggiorenni per volta. Solo nel 1976 poté avere una regolare distribuzione nelle sale.